# 神奇的房子
《神奇的房子》是由著名童話作家孫幼軍所創作的兒童文學作品。故事是白妮妮系列童話中的第一回，第二回和第三回則是《雲裏國歷險記》和《白妮妮和妖精》。本作品於香港由木棉樹出版社出版。

## 角色

### 主要角色
- 楊楊

一個很胖的八歲小男孩，有一個乖姐姐.桃桃。他膽子小，很會哭，一不高興就會使出發大水的魔法（據他所說，這是在夢中跟一個仙女學到的）。在家人的縱容下，楊楊不大乖，老是跟姐姐和隔壁的阿辛吵架。不過，後來與小朋友們合力建成了神奇的房子，楊楊變得乖多啦，還學會了與別人分享。
- 桃桃

一個很乖、很講理的十歲小女孩，有一個皮弟弟.楊楊。她跟一般的女孩子差不多，心腸軟，愛看書，也喜歡玩布娃娃，因此自己做了白妮妮。
- 阿辛

住在楊楊和桃桃隔壁的八歲小男孩。他長得瘦巴巴的，但做起事來很認真。小小年紀，阿辛已經會做許多大大小小的玩意，做得最棒的是竹蜻蜓。他也用竹子做了一個小人兒，名叫竹腦殼。阿辛總是受楊楊欺負，還好桃桃會幫他。
- 黑妮妮

一個長得很黑的小女孩，是桃桃的小表妹，也是楊楊的小表姐。她跟外公住在山上，離太陽很近，據說她的黑皮膚是因此曬成的。她不愛說話，但很愛笑，一笑臉上就會露出兩個小酒窩。她是一個脾氣特別好的小女孩，桃桃、楊楊和阿辛都喜歡她。
- 白妮妮

桃桃按著黑妮妮的模樣做出來的布娃娃。當布娃娃做好了，就像突然施了魔法，她就會動會說話了。但這布娃娃的脾氣挺壞的，對她不喜歡的人還特別兇，她愛穿白裙子，撐著小太陽傘，而且很機靈。
- 竹腦殼

阿辛親手做出來的小竹人兒。竹腦殼有點傻氣，雖然力氣很大，但也老是闖禍。儘管阿辛後來給他安裝了腦筋，但他老是忘了腦筋是要動一動的。

### 其他角色
- 外婆

原本住在山上，但因楊楊不肯去幼稚園，她便下山照顧楊楊。外婆十分疼愛楊楊，老是要桃桃讓著弟弟，她還經常施出糖果魔法，因為她也抵不住楊楊的發大水魔法。
- 外公

和黑妮妮住在山上，也曬得有點黑。
- 楊楊的爸爸

會利用大拖鞋魔法，配合有力的大手，來懲罰不乖的楊楊（一般是打屁股）。
- 阿辛的爸爸

也是一個力氣很大的爸爸，阿辛犯了錯，屁股就遭殃了。
- 灰灰

一隻住在楊楊、桃桃和阿辛家的老鼠。曾經欺騙楊楊，說自己是大俠，奉命協助楊楊。其實，他的終極目的是要得到長期供應的食物。他還想出詭計，想要離間這群小朋友，幸好最後被白妮妮識破。

## 故事背景

### 神奇的房子

#### 蓋建
神奇的房子原本是楊楊要外婆買的大積木。裝著大積木的盒子上標明，神奇的房子是要大家團結起來才可以蓋成的。後來，楊楊願意與大家分享玩具，把大積木拿出來跟小朋友們一起玩，真的很快就蓋成了神奇的房子。

#### 房間
在神奇的房子內，每一個蓋建的人都會有自己的房間。他們穿過一個宏偉漂亮的皇室大廳，再到達通往很多房間的走廊，進去印有自己模樣的房間。這些房間都只有擁有者可以打開，而裏面亦會擺放著擁有者最需要或最喜歡的東西。

#### 歡樂廳
另外，房子內有一個歡樂廳。楊楊他們進去以後，先把大廳改為「故事廳」。在那裡，他們體驗到故事的真實環境，還和故事人物親密接觸。然後又把大廳改為「遊戲廳」，盡情玩樂，還看見了關在動物園裡的灰灰。歡樂廳旁還有一家「麥當勞」。

#### 進入的法則
基本上，壞蛋是不能進入神奇的房子的。即使是有份蓋建的人，進去會發現大廳的燈熄了，變成了逼真的惡夢地帶。灰灰曾利用楊楊進入房子，結果自己被帶到了法院，判監於動物園內；楊楊則被帶到了黑夜山上，體驗黑妮妮說過的可怕故事。

#### 預言故事書
桃桃於神奇房子的房間找到一本《神奇的房子》圖書，內容似乎在現實世界應驗了……

### 雲裏國歷險記
一天，竹腦殼被一個從天而降的竹蜻蜓打中了，哎呀，原來是黑妮妮送來的。看到綁在竹蜻蜓上的圖畫信，大家都著急起來，黑妮妮好像是出事了！於是，院子裏的五位小朋友坐上竹蜻蜓做的大木箱，穿過雲彩，飛到牛皮城、蛋糕城和男孩子城，展開大探索，勢必救回黑妮妮！

#### 雲裏國
在山上，原來黑妮妮的家附近，至少有三座很奇怪的城。它們分別是：

##### 牛皮城
在這城市裡，所有的房子和垃圾箱都是沒有頂的。這全因為牛皮城的國王十分嚴厲，必須時時刻刻監視著所有小朋友—看他們是不是一直在乖乖寫作業。一旦發現他們稍有不聽話，國王便會脫下自己的牛皮鞋，按城規發動懲罰性攻擊。楊楊、桃桃和阿辛都都受到牛皮鞋狠狠的追殺，被不斷打得哎呀痛叫。
受不了，想逃也不容易，因為一跑到牛皮城的城門附近，強大的引力就會把小朋友的身體吸回來，城中的每一個小朋友都必須依照國王的城規來做事。但牛皮城底下有一條商業街，可以買到一種很貴很貴的軟心果，讓國王吃了，他就會心軟一小會兒，不飛鞋子打人，也不吸住小朋友不讓他們離開。

###### 核心人物
- 國王
- 矮個子大臣
- 高個子大臣

##### 牛皮地下城

###### 核心人物
- 皮拉巴唧
- 大商店阿姨

##### 蛋糕城

###### 核心人物
- 公主
- 國王
- 嘩啦啦博士

##### 男孩子城

###### 核心人物
- 鐵皮男孩
- 小不點兒
- 國王
- 剪耳朵大臣

### 白妮妮和妖精
1. ↑  孙幼军.  第一版. 沈阳. 2015-06  [2023-02-06]. ISBN 9787531347842.